# 诺韦尔托·特列斯
诺韦尔托·特列斯（西班牙語：Norberto Téllez，1972年1月22日—），古巴男子田径运动员。他曾代表古巴参加1992年和1996年夏季奥林匹克运动会田径比赛，其中1992年奥运会获得一枚银牌。